# Benetice (district de Třebíč)
Pour les articles homonymes, voir Benetice.
Benetice (en allemand : Benetitz) est une commune du district de Třebíč, dans la région de Vysočina, en Tchéquie. Sa population s'élevait à 195 habitants en 2024.

## Géographie
Benetice se trouve à 10 km au nord de Třebíč, à 24 km au sud-est de Jihlava et à 135 km au sud-est de Prague.
La commune est limitée par Svatoslav, Bochovice et Hroznatín au nord, par Horní Vilémovice à l'est et au sud, et par Čechtín à l'ouest.

## Histoire
La localité a été fondée dans la première moitié du XIIIe siècle.

## Patrimoine

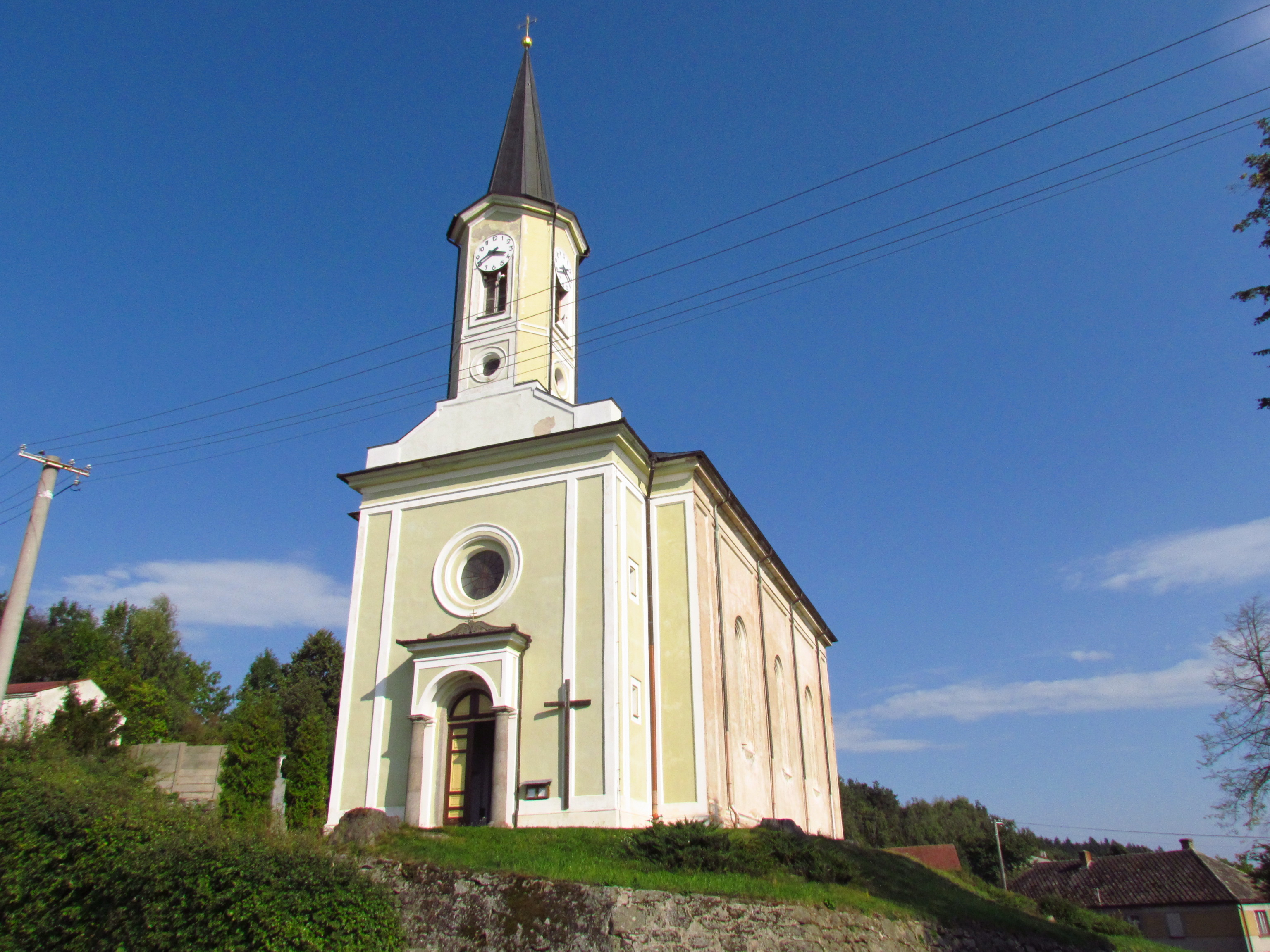
Église Saint-Marc.

## Transports
Par la route, Benetice se trouve à 11 km de Třebíč, à 30 km de Jihlava et à 155 km de Prague.